# Orthrosanthus acorifolius
Orthrosanthus acorifolius är en irisväxtart som först beskrevs av Carl Sigismund Kunth, och fick sitt nu gällande namn av Pierfelice Ravenna. Orthrosanthus acorifolius ingår i släktet Orthrosanthus och familjen irisväxter. Inga underarter finns listade i Catalogue of Life.